# MacTutor History of Mathematics archive
Het MacTutor History of Mathematics archive (MacTutor geschiedenisarchief van de wiskunde) is een meermaals bekroonde website van de Universiteit van St Andrews in Schotland die gedetailleerde biografieën bevat over vele historische en nog levende wiskundigen. Verder bevat de website informatie over de meest verscheiden onderwerpen uit de geschiedenis van de wiskunde.
Dit geschiedenisarchief maakt deel uit van een groter project, het Mathematical MacTutor system, een 18-megabyte HyperCard-database met een groot aantal wiskundige onderwerpen.